# Iterlak
Iterlak (o Iterdlak) è un villaggio della Groenlandia di 2 abitanti (gennaio 2005). Si trova a 60°55'N 45°18'O; appartiene al comune di Kujalleq.